# Utzenfeld
Utzenfeld es un municipio de unos 610 habitantes en el distrito de Lörrach en Baden-Wurtemberg, Alemania. Está ubicado en la Selva Negra Meridional aproximadamente 30 km al sur de Friburgo en el valle superior del Wiese. El barrio Königshütte se encuentra al norte de Utzenfeld. Utzenfeld es miembro de una asociación administrativa (mancomunidad) con sede en Schönau en la Selva Negra.

## Puntos de interés
- Belchen, monte cercano[3]
- Feldberg, monte cercano[3]
- Knöpflesbrunnen, monte cercano
- Finstergrund, museo de minería en el Knöpflesbrunnen
- Tannharzfelsen, grupo de rocas sobre el Knöpflesbrunnen[4]

### Utzenfluh (reserva natural)
Por encima de Utzenfeld (560 m) se elevan las cumbres escarpadas del Pequeño Utzenfluh (650 m) y del Gran Utzenfluh (756 m). Desde 1940 un área de aprox. 84 ha se encuentra bajo protección de la naturaleza.

## Enlaces
- Wikimedia Commons alberga una categoría multimedia sobre Utzenfeld.
- Sitio web de Utzenfeld
- Página de Utzenfeld en el sitio web de la asociación administrativa